# Aherkogel
L'Aherkogel est une montagne qui s’élève à 2 803 m d’altitude dans les Alpes de l'Ötztal, en Autriche.